# UBS

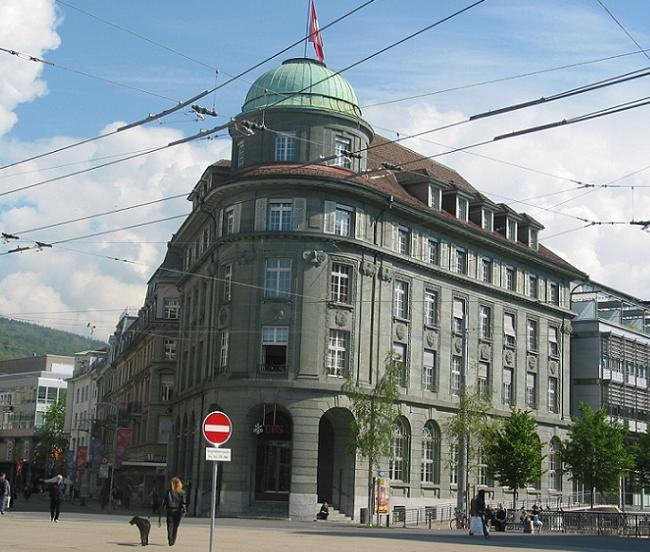
UBS byggnad i Biel.

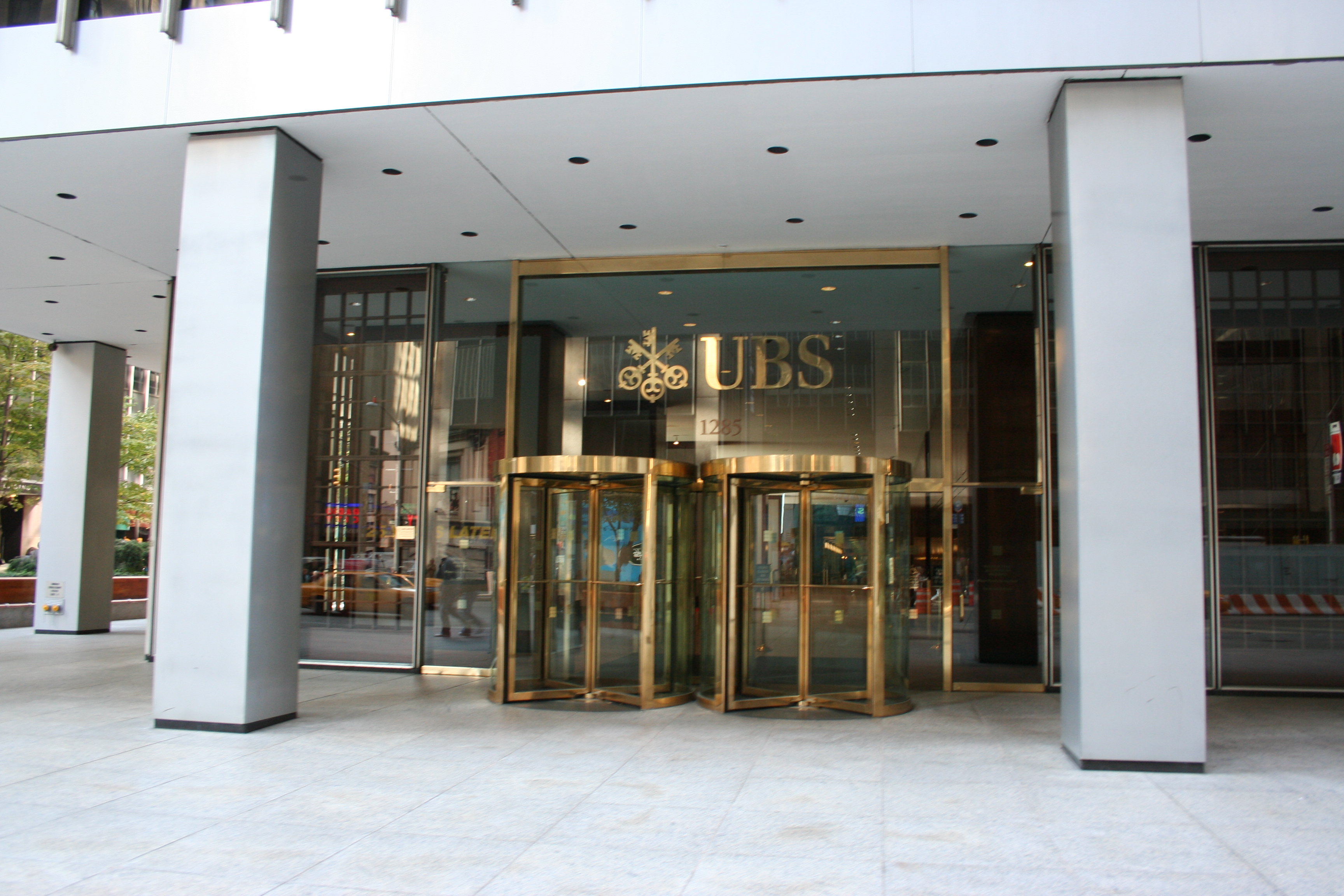

UBS är ett av världens största internationella finansbolag, med huvudkontor i Basel och Zürich i Schweiz. Bolaget är ”både världens största förvaltare av privata tillgångar och världens största förvaltare av andra människors pengar”. Det är också den näst största banken i Europa sett både till marknadskapitalisering och till profitibilitet. UBS har också en stor närvaro i USA, där de har huvudkontor i New York City (investment banking), Weehawken i New Jersey (private wealth management) och Stamford i Connecticut (kapitalmarknader). UBS nuvarande vd är Ralph Hamers.

## Sammanslagningen
UBS skapades genom en sammanslagning av Union Bank of Switzerland och Swiss Bank Corporation i juni 1998. År 2000 inkorporerades PaineWebber Group Inc. i UBS, som då blev världens största administratör av privata tillgångar. Den 9 juni 2003 gjordes en namnändring av alla UBS affärsgrupper så att de framöver bara skulle heta UBS.

## Krisen
Den 1 april 2008 rapporterade den schweiziska banken UBS AG att deras förväntade nettoförluster skulle vara 12 miljarder schweiziska franc (12,1 miljard US-dollar) för det första kvartalet 2008, och att de skulle söka 15 miljarder schweizerfranc i nytt kapital (15,1 miljarder US-dollar). UBS, som hade drabbats hårt av bolånekrisen som startade i USA med subprime-lånen, annonserade också att de förutsåg nedskrivningar på sina amerikanska fastighetstillgångar med omkring 19 miljarder US-dollar.

## Hjälp från schweiziska staten
Under 2008 fick UBS ta emot stöd från schweiziska staten på 6 miljarder schweizerfranc (40,3 miljarder kronor). I juni 2009 lyckades bolaget dra in ytterligare 3,5 miljarder US-dollar (25 miljarder kronor) i nytt kapital från sina ägare.

## Samarbete med högskolor och universitet
Företaget är en av medlemmarna, benämnda Partners, i Handelshögskolan i Stockholms partnerprogram för företag som bidrar finansiellt till högskolan och nära samarbetar med den vad gäller forskning och utbildning.